# Rabo-de-rato
A rabo-de-rato, Aporocactus flagelliformis (syn. Disocactus flagelliformis), é uma espécie de planta com flor da família Cactaceae e é a espécie mais cultivada no gênero Aporocactus. Devido à sua facilidade de cultivo e atraentes exibições florais, é frequentemente cultivada como uma planta ornamental em vasos. Nativo de florestas secas do México, tem hábitos Litófito ou epifítico. Parece raro e raramente coletado no campo.

## Descrição
Hastes ascendentes, posteriormente prostradas ou pendentes, ramificando-se profusamente na base, com 1–2 m de comprimento ou mais, 8–24 mm de espessura; costelas 7-14, obtusas; margens ± tuberculadas; areoles diminutos, esbranquiçados; entrenós 4–8 mm; espinhos de 8-20, 3-8 (-10) mm de comprimento, semelhantes a cerdas, amarelados a acastanhados; epiderme verde, posteriormente acinzentada. Flores zigomórficas, 7–10 cm de comprimento, 2-4 (-7,5) cm de largura, membros bilateralmente simétricos, oblíquos, diurnos, abertos por 3–5 dias, sem cheiro; pericarpelo esverdeado com bracteoles agudos; receptáculo de 3 cm, longo, curvo logo acima do pericarpelo, bracteoles, acastanhado, agudo; tépalas externas linear-lanceoladas, ± reflexas, 2–3 cm de comprimento, 6 mm de largura, carmesim; tépalas internas estreitamente oblongas, com 10 mm de largura, carmesim, às vezes passando a rosa ao longo das margens; estames brancos a rosa pálido, eretos, expressos; estilo lóbulos do estigma 5-7, branco Fruto globoso, 10–12 mm de comprimento, vermelho, eriçado, polpa amarelada; sementes ovóides, vermelho acastanhado.

## Taxonomia
Aporocactus costumava ser um subgênero de Disocactus, mas de acordo com evidências moleculares, ele deveria ser excluído de Disocactus e formar um gênero por conta própria. Portanto, o nome científico correto desta espécie é Aporocactus flagelliformis.
Etimologia
O epíteto latino específico flageliforme significa "em forma de chicote", em referência aos longos brotos. O nome comum "rabo de rato" refere-se ao mesmo recurso.